# Johann Alexander Christ

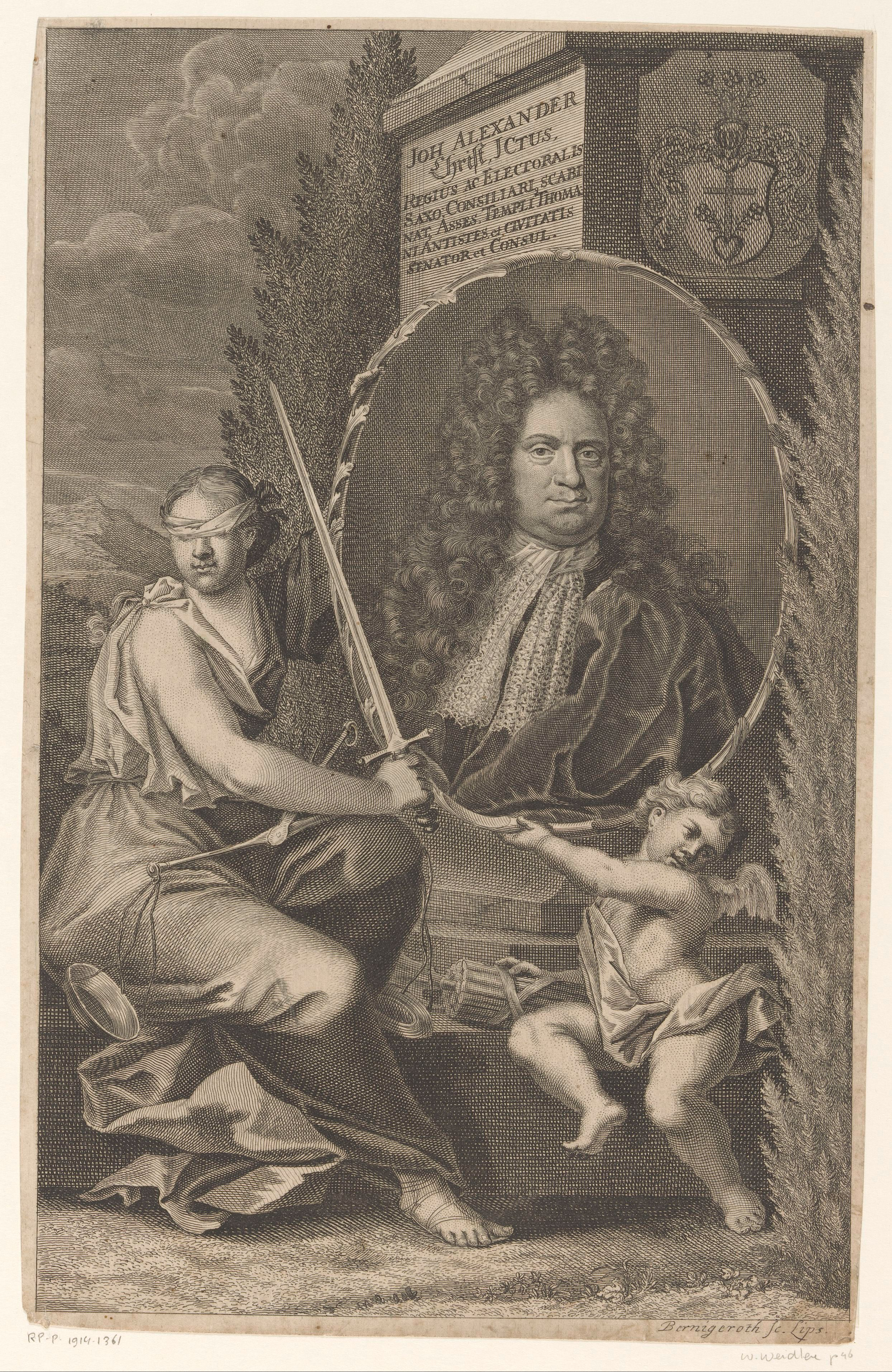
Johann Alexander Christ

Johann Alexander Christ (* 4. September oder 8. September 1648 in Wunsiedel; † 30. August oder 1. September 1707 in Leipzig) war ein kursächsischer Jurist und 1703, 1704 sowie 1706 Bürgermeister der Stadt Leipzig.

## Leben
Christ studierte Rechtswissenschaften an den Universitäten Leipzig, Jena und Wittenberg. 1678 wurde er in Leipzig zum Dr. iur. promoviert. Christ war Königlich Polnischer und Sächsischer Rat, Vorsteher der Kirche zu St. Thomas, Assessor des Kurfürstlichen Sächsischen Schöffenstuhls und Kursächsischer Hofrat.
1699 wurde Christ in den Leipziger Rat gewählt. Nachdem Johann Friedrich Falckner im Januar 1703 im Amt gestorben war, amtierte er zunächst bis zum 27. August 1703 als Bürgermeister Leipzigs. In den Jahren 1704 und 1706 wurde er ebenfalls zum Bürgermeister gewählt.